# Platycyba
Platycyba är ett släkte av insekter. Platycyba ingår i familjen dvärgstritar.
Kladogram enligt Catalogue of Life:
| Platycyba | \| \| Platycyba bistriata \| \| \| \| \| \| Platycyba sikkimesis \| \| \| \| |
|           | \| \| Platycyba bistriata \| \| \| \| \| \| Platycyba sikkimesis \| \| \| \| |
|           | Platycyba bistriata                                                          |
|           |                                                                              |
|           | Platycyba sikkimesis                                                         |
|           |                                                                              |